# Trends in Biochemical Sciences
Trends in Biochemical Sciences, скорочено Trends Biochem. Sci. (укр. Тенденції в біохімічних науках) — науковий журнал, який видає підрозділ Elsevier Cell Press, один із серії журналів Trends. Перший випуск вийшов у 1976 році. Зараз щороку виходить дванадцять номерів. Журнал публікує оглядові статті в галузі біохімії, біофізики та молекулярної біології.
Імпакт-фактор у 2019 році склав 14,732.  Згідно зі статистичними даними ISI Web of Knowledge, у 2014 році журнал посів дев’яте місце серед 289 журналів у категорії біохімія та молекулярної біологія.
Головним редактором є Санні Калбертсон. Trends in Biochemical Sciences —  гібридний журнал відкритого доступу, 53% статей опублікованих у 2022 році у видавництві Cell Press знаходяться у відкритому доступі. 